# Alice im Niemandsland
Alice im Niemandsland ist ein 33-minütiger deutscher Kurzspielfilm aus dem Jahr 2007. Der Titel ist eine Anspielung auf Lewis Carrolls Buch Alice im Wunderland.

## Handlung
Alice reist ihrem Freund Nico nach, der sich zuletzt von der deutsch-polnischen Grenze gemeldet hat. Statt ihn zu finden, wird Alice beraubt und steht nun ratlos im Regen. Völlig durchnässt wird sie von einem Taxifahrer „gerettet“. Taxifahrer Frank glaubt, dass Alice eine illegale Einwanderin ist; er darf in der Grenzregion keine verdächtigen Personen mitnehmen. Franks tollpatschige Annäherungsversuche sind Alice nicht geheuer, also steigt sie aus und irrt weiter im Niemandsland herum. Nico stellt dort mit seiner Videokamera Flüchtlingen nach. Sie verkörpern in seinen Augen die unbegrenzte Freiheit, die er selbst vermisst. Als Nico sie filmen will, wird er niedergeschlagen.

## Hintergrund
Die Inspiration zu dem Kurzfilm ergab sich aus einem Aufenthalt an der deutsch-schweizerischen Grenze, bei der Regisseur und Drehbuchautor in kurzer Folge dreimal intensiv kontrolliert wurden.

## Trivia
Christian Ulmen spielte den Taxifahrer, obwohl er keinen Führerschein hat.